# Kyrkoåret

Kyrkoåret inom den lutherska kyrkotraditionen och norra halvklotets årstider i tempererade klimatzoner.

Kyrkoåret eller  det liturgiska året är hur de olika högtiderna fördelas över året i den kristna kyrkan. Kyrkoårets äldsta grund är firandet av Jesu uppståndelse varje söndag. Ur detta växte kyrkoåret successivt fram, under några hundra år efter Jesu liv och i dag finns både likheter och skillnader mellan olika samfund.
Västlig kristendoms och östkyrkans traditioner, och därmed även deras kyrkoår, skiljer sig något. Kyrkoåret i Svenska kyrkan, landets största kyrkosamfund och dess tidigare statskyrka, är en variant av det västkyrkliga kyrkoåret, och största delarna är därför identiska med Romersk-katolska kyrkan, Anglikanska kyrkogemenskapen samt ett antal mindre samfund som stammar ur någon av dessa kyrkor. 

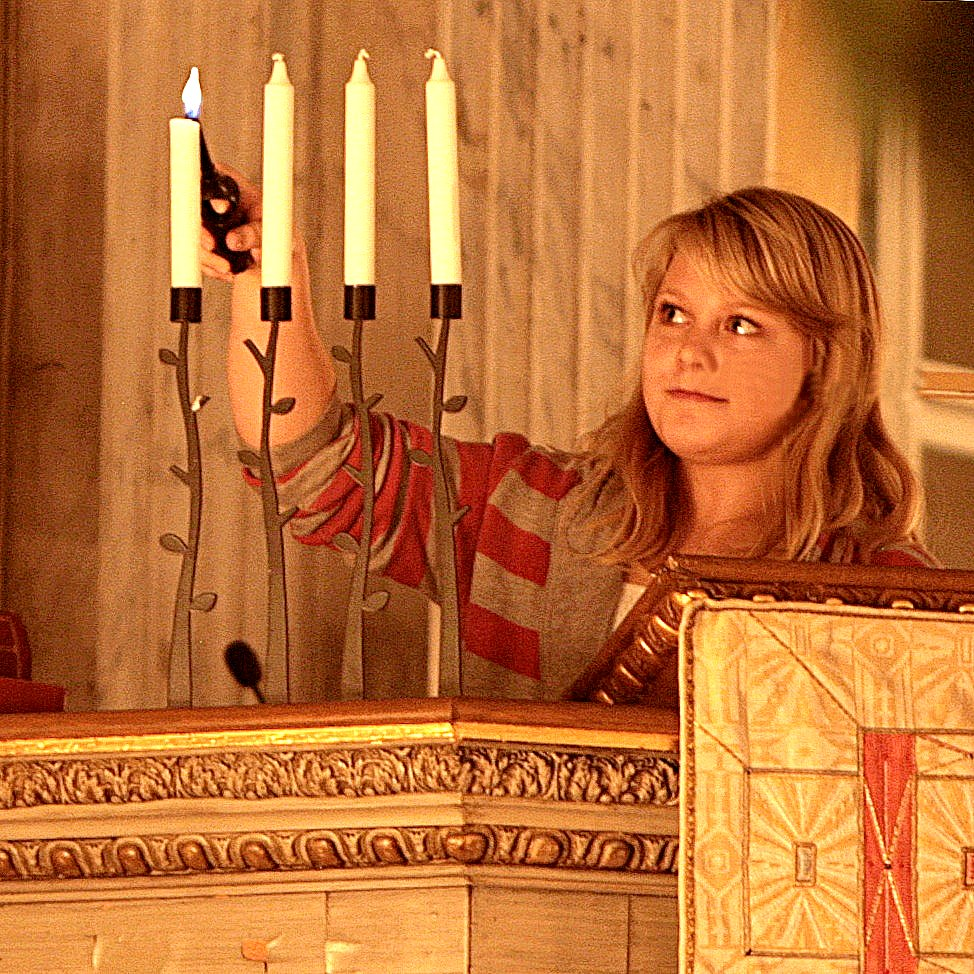
Första advent inleder Svenska kyrkans liturgiska år.

## Kyrkoåret i Romersk-katolska kyrkan

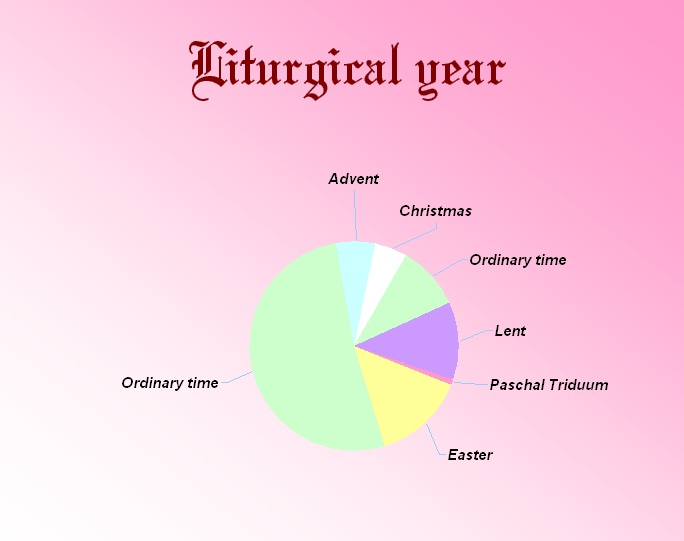
Romerska ritens liturgiska år (engelska).

Katolska kyrkans kyrkoår innehåller påbjudna helgdagar, då en utövande katolik förväntas gå i mässan. Samtliga söndagar är också påbjudna, men vissa helgdagar anses extra viktiga att närvara vid. Olika helgdagars status kan skilja mellan olika delkyrkor; nedanstående gäller inte alla unierade kyrkor. Vilka helgdagar som är påbjudna varierar även i viss mån mellan olika stift. Dagarna kan förskjutas till närmaste söndag. 

### Påbjudna helgdagar inom Stockholms katolska stift
I Stockholms katolska stift är de påbjudna högtiderna enligt följande:
- 25 december – Juldagen, Herrens födelse
- 1 januari – Maria, Guds moders högtid
- 6 januari – Epifania, Herrens uppenbarelse
- Torsdagen 40 dagar efter Påsk (dvs. torsdagen efter sjätte påsksöndagen) – Kristi himmelsfärd
- Andra söndagen efter Pingst – Kristi kropps och blods högtid
- 29 juni – De heliga Petri och Pauli dag
- 15 augusti – Jungfru Marie upptagning i himmelen
- 1 november – Alla Helgons dag

### Inte längre påbjudna helgdagar för katoliker i Sverige
Från och med 30 november 2016 är inte längre dessa dagar påbjudna högtider inom Stockholms katolska stift enligt Gudstjänstkongregationens beslut.
- 8 december – Jungfru Marie utkorelse och fullkomliga renhet, d.v.s. Den obefläckade avlelsen
- 19 mars – Sankt Josef

## Kyrkoåret i Svenska kyrkan
Västkyrkans, och därmed Svenska kyrkans, kyrkoår börjar med första söndagen i advent. Regler för Svenska kyrkans kyrkoår finns för närvarande i 2003 års evangeliebok.

### Kyrkans sön- och helgdagar
Kyrkans sön- och helgdagar är uppdelade efter dem som har ett tema som lyfter fram Jesu liv och gärningar enligt Nya testamentet samt övriga helgdagar. Julen och påsken, som firas för Jesu födelse respektive uppståndelse, är centrala och har både förberedelsetid och efterfirningstid. Söndagarna efter trettondedag jul i januari avslutar julfirandet och pingsten avslutar påsken på försommaren.
Övriga helgdagar lyfter fram helgon, martyrer och apostlar bland annat.
| Namn                                                      | Liturgisk rubrik          | Liturgisk färg             | Veckodag      | Datum |
| --------------------------------------------------------- | ------------------------- | -------------------------- | ------------- | --- |
| Första söndagen i advent                                  | Ett nådens år             | Vit (blå/violett e. 18)    | Söndag        | 27 november–3 december (fjärde söndagen före juldagen)                                                                           |
| Andra söndagen i advent                                   | Guds rike är nära         | Blå/violett                | Söndag        | 4–10 december (tredje söndagen före juldagen)                                                                                    |
| Tredje söndagen i advent                                  | Bana väg för Herren       | Blå/violett                | Söndag        | 11–17 december (andra söndagen före juldagen)                                                                                    |
| Fjärde söndagen i advent                                  | Herrens moder             | Blå/violett                | Söndag        | 18–24 december (söndagen före juldagen)                                                                                          |
| Julnatten eller Julafton                                  | Den heliga natten         | Vit                        | Måndag–söndag | 24 december |
| Juldagen                                                  | Jesu födelse              | Vit                        | Måndag–söndag | 25 december |
| Annandag jul eller Den helige Stefans dag                 | Martyrerna                | Röd                        | Måndag–söndag | 26 december |
| Söndagen efter jul                                        | Guds barn                 | Vit                        | Söndag        | 27–31 december |
| Nyårsdagen                                                | I Jesu namn               | Vit                        | Måndag–söndag | 1 januari |
| Söndagen efter nyår                                       | Guds hus                  | Vit                        | Söndag        | 2–5 januari |
| Trettondedag jul                                          | Guds härlighet i Kristus  | Vit                        | Måndag–söndag | 6 januari |
| Första söndagen efter trettondedagen                      | Jesu dop                  | Vit (ev. grön)             | Söndag        | 7–13 januari |
| Andra söndagen efter trettondedagen                       | Livets källa              | Grön                       | Söndag        | 14–20 januari |
| Tredje söndagen efter trettondedagen                      | Jesus skapar tro          | Grön                       | Söndag        | 21–27 januari |
| Fjärde söndagen efter trettondedagen                      | Jesus är vårt hopp        | Grön                       | Söndag        | 28 januari–3 februari |
| Femte söndagen efter trettondedagen                       | Sådd och skörd            | Grön                       | Söndag        | 4–10 februari |
| Sjätte söndagen efter trettondedagen                      | Gud verkar nu             | Grön                       | Söndag        | 11–17 februari |
| Septuagesima                                              | Nåd och tjänst            | Blå/violett                | Söndag        | 18 januari–22 februari (9 veckor/63 dagar före påskdagen)                                                                        |
| Sexagesima eller Reformationsdagen                        | Det levande ordet         | Blå/violett                | Söndag        | 25 januari–29 februari (8 veckor/56 dagar före påskdagen)                                                                        |
| Fastlagssöndagen (Esto mihi)                              | Kärlekens väg             | Blå/violett                | Söndag        | 1 februari–7 mars (7 veckor/49 dagar före påskdagen)                                                                             |
| Askonsdagen                                               | Bön och fasta             | Blå/violett                | Onsdag        | 4 februari–10 mars (3 dagar efter Fastlagssöndagen)                                                                              |
| Första söndagen i fastan (Invocavit)                      | Prövningens stund         | Blå/violett                | Söndag        | 8 februari–14 mars (6 veckor/42 dagar före påskdagen)                                                                            |
| Andra söndagen i fastan (Reminiscere)                     | Den kämpande tron         | Blå/violett                | Söndag        | 15 februari–21 mars (5 veckor/35 dagar före påskdagen)                                                                           |
| Tredje söndagen i fastan (Oculi)                          | Kampen mot ondskan        | Blå/violett                | Söndag        | 22 februari–28 mars (4 veckor/28 dagar före påskdagen)                                                                           |
| Midfastosöndagen (Laetare)                                | Livets bröd               | Blå/violett                | Söndag        | 1 mars–4 april (3 veckor/21 dagar före påskdagen)                                                                                |
| Femte söndagen i fastan (Judica)                          | Försonaren                | Blå/violett                | Söndag        | 8 mars–11 april (2 veckor/14 dagar före påskdagen)                                                                               |
| Palmsöndagen                                              | Vägen till korset         | Blå/violett                | Söndag        | 15 mars–18 april (1 vecka/7 dagar före påskdagen)                                                                                |
| Skärtorsdagen                                             | Det nya förbundet         | Vit                        | Torsdag       | 19 mars–22 april (3 dagar före påskdagen)                                                                                        |
| Långfredagen                                              | Korset                    | Svart                      | Fredag        | 20 mars–23 april (2 dagar före påskdagen)                                                                                        |
| Påsknatten eller Påskafton                                | Genom död till liv        | Vit                        | Lördag        | 21 mars–24 april (dagen före påskdagen)                                                                                          |
| Påskdagen                                                 | Kristus är uppstånden     | Vit                        | Söndag        | 22 mars–25 april (första söndagen efter första ecklesiastiska fullmånen på eller efter ecklesiastiska vårdagjämningen [21 mars]) |
| Annandag påsk                                             | Möte med den uppståndne   | Vit                        | Måndag        | 23 mars–26 april (dagen efter påskdagen)                                                                                         |
| Andra söndagen i påsktiden (Quasimodogeniti)              | Påskens vittnen           | Vit                        | Söndag        | 29 mars–2 maj (1 vecka/7 dagar efter påskdagen)                                                                                  |
| Tredje söndagen i påsktiden (Misericordias Domini)        | Den gode Herden           | Vit                        | Söndag        | 5 april–9 maj (2 veckor/14 dagar efter påskdagen)                                                                                |
| Fjärde söndagen i påsktiden (Jubilate)                    | Vägen till livet          | Vit                        | Söndag        | 12 april–16 maj (3 veckor/21 dagar efter påskdagen)                                                                              |
| Femte söndagen i påsktiden (Cantate)                      | Att växa i tro            | Vit                        | Söndag        | 19 april–23 maj (4 veckor/28 dagar efter påskdagen)                                                                              |
| Bönsöndagen (Rogate)                                      | Bönen                     | Vit (blå/violett efter 18) | Söndag        | 26 april–30 maj (5 veckor/35 dagar efter påskdagen)                                                                              |
| Kristi himmelsfärdsdag                                    | Herre över allting        | Vit                        | Torsdag       | 30 april–3 juni (39 dagar efter påskdagen)                                                                                       |
| Söndagen före pingst (Exaudi)                             | Hjälparen kommer          | Vit                        | Söndag        | 3 maj–6 juni (6 veckor/42 dagar efter påskdagen)                                                                                 |
| Pingstdagen                                               | Den heliga Anden          | Röd                        | Söndag        | 10 maj–13 juni (7 veckor/49 dagar efter påskdagen)                                                                               |
| Annandag pingst                                           | Andens vind över världen  | Röd                        | Måndag        | 11 maj–14 juni (dagen efter pingstdagen)                                                                                         |
| Heliga Trefaldighets dag (Trinitatis) eller Missionsdagen | Gud - Fader, Son och Ande | Vit                        | Söndag        | 18 maj–21 juni (1 vecka/7 dagar efter pingstdagen)                                                                               |
| Första söndagen efter trefaldighet                        | Vårt dop                  | Grön                       | Söndag        | 25 maj–28 juni (1 vecka/7 dagar efter trefaldighetsdagen)                                                                        |
| Andra söndagen efter trefaldighet                         | Kallelsen till Guds rike  | Grön                       | Söndag        | 1 juni–5 juli (2 veckor/14 dagar efter trefaldighetsdagen)                                                                       |
| Tredje söndagen efter trefaldighet                        | Förlorad och återfunnen   | Grön                       | Söndag        | 8 juni–12 juli (3 veckor/21 dagar efter trefaldighetsdagen)                                                                      |
| Fjärde söndagen efter trefaldighet                        | Att inte döma             | Grön                       | Söndag        | 15 juni–19 juli (4 veckor/28 dagar efter trefaldighetsdagen)                                                                     |
| Apostladagen                                              | Sänd mig                  | Röd                        | Söndag        | 22 juni–26 juli (5 veckor/35 dagar efter trefaldighetsdagen)                                                                     |
| Sjätte söndagen efter trefaldighet                        | Efterföljelse             | Grön                       | Söndag        | 29 juni–2 augusti (6 veckor/42 dagar efter trefaldighetsdagen)                                                                   |
| Kristi förklarings dag                                    | Jesus förhärligad         | Vit                        | Söndag        | 6 juli–9 augusti (7 veckor/49 dagar efter trefaldighetsdagen)                                                                    |
| Åttonde söndagen efter trefaldighet                       | Andlig klarsyn            | Grön                       | Söndag        | 13 juli–16 augusti (8 veckor/56 dagar efter trefaldighetsdagen)                                                                  |
| Nionde söndagen efter trefaldighet                        | Goda förvaltare           | Grön                       | Söndag        | 20 juli–23 augusti (9 veckor/63 dagar efter trefaldighetsdagen)                                                                  |
| Tionde söndagen efter trefaldighet                        | Nådens gåvor              | Grön                       | Söndag        | 27 juli–30 augusti (10 veckor/70 dagar efter trefaldighetsdagen)                                                                 |
| Elfte söndagen efter trefaldighet                         | Tro och liv               | Grön                       | Söndag        | 3 augusti–6 september (11 veckor/77 dagar efter trefaldighetsdagen)                                                              |
| Tolfte söndagen efter trefaldighet                        | Friheten i Kristus        | Grön                       | Söndag        | 10 augusti–13 september (12 veckor/84 dagar efter trefaldighetsdagen)                                                            |
| Trettonde söndagen efter trefaldighet                     | Medmänniskan              | Grön                       | Söndag        | 17 augusti–20 september (13 veckor/91 dagar efter trefaldighetsdagen)                                                            |
| Fjortonde söndagen efter trefaldighet                     | Enheten i Kristus         | Grön                       | Söndag        | 24 augusti–27 september (14 veckor/98 dagar efter trefaldighetsdagen)                                                            |
| Femtonde söndagen efter trefaldighet                      | Ett är nödvändigt         | Grön                       | Söndag        | 31 augusti–4 oktober (15 veckor/105 dagar efter trefaldighetsdagen)                                                              |
| Sextonde söndagen efter trefaldighet                      | Döden och livet           | Grön                       | Söndag        | 7 september–11 oktober (16 veckor/112 dagar efter trefaldighetsdagen)                                                            |
| Sjuttonde söndagen efter trefaldighet                     | Rik inför Gud             | Grön                       | Söndag        | 14 september–18 oktober (17 veckor/119 dagar efter trefaldighetsdagen)                                                           |
| Artonde söndagen efter trefaldighet                       | Att lyssna i tro          | Grön                       | Söndag        | 21 september–25 oktober (18 veckor/126 dagar efter trefaldighetsdagen)                                                           |
| Nittonde söndagen efter trefaldighet                      | Trons kraft               | Grön                       | Söndag        | 28 september–1 november (19 veckor/133 dagar efter trefaldighetsdagen)                                                           |
| Tjugonde söndagen efter trefaldighet                      | Att leva tillsammans      | Grön                       | Söndag        | 5 oktober–8 november (20 veckor/140 dagar efter trefaldighetsdagen)                                                              |
| Tjugoförsta söndagen efter trefaldighet                   | Samhällsansvar            | Grön                       | Söndag        | 12 oktober–12 november (21 veckor/147 dagar efter trefaldighetsdagen)                                                            |
| Tjugoandra söndagen efter trefaldighet                    | Frälsningen               | Grön                       | Söndag        | 19 oktober–12 november (22 veckor/154 dagar efter trefaldighetsdagen)                                                            |
| Tjugotredje söndagen efter trefaldighet                   | Förlåtelse utan gräns     | Grön                       | Söndag        | 26 oktober–12 november (23 veckor/161 dagar efter trefaldighetsdagen)                                                            |
| Tjugofjärde söndagen efter trefaldighet                   | Den yttersta tiden        | Grön                       | Söndag        | 2–12 november (24 veckor/168 dagar efter trefaldighetsdagen)                                                                     |
| Tjugofemte söndagen efter trefaldighet                    | Den yttersta tiden        | Grön                       | Söndag        | 9–12 november (25 veckor/175 dagar efter trefaldighetsdagen)                                                                     |
| Söndagen före domssöndagen                                | Vaksamhet och väntan      | Grön (eller blå/violett)   | Söndag        | 13–19 november (söndagen före Domssöndagen)                                                                                      |
| Domssöndagen                                              | Kristi återkomst          | Grön (eller blå/violett)   | Söndag        | 20–26 november (söndagen före första söndagen i advent)                                                                          |

### Övriga helgdagar
Under övriga helgdagar i Evangelieboken lyfts helgon, martyrer och apostlar fram och där står respektive dags tema.
| Söndagens namn                                         | Rubrik              | Infaller                                                                        | Liturgisk färg            |
| ------------------------------------------------------ | ------------------- | ------------------------------------------------------------------------------- | ------------------------- |
| Kyndelsmässodagen eller Jungfru Marie kyrkogångsdag    | Uppenbarelsens ljus | Söndag 2-8 februari eller söndag före Fastlagssöndag och då tidigast 26 januari | Vit                       |
| Jungfru Marie bebådelsedag                             | Guds mäktiga verk   | Söndag 22-28 mars eller söndag före Palmsöndag och då tidigast 8 mars           | Vit (violett efter kl 18) |
| Midsommardagen                                         | Skapelsen           | Lördag 20-26 juni                                                               | Grön                      |
| Den helige Johannes Döparens dag                       | Den Högstes profet  | Söndag 21-27 juni                                                               | Vit                       |
| Den helige Mikaels dag                                 | Änglarna            | Söndag 29 september-5 oktober                                                   | Vit                       |
| Tacksägelsedagen                                       | Lovsång             | 2:a söndagen i oktober - Söndag 8-14 oktober                                    | Vit                       |
| Alla helgons dag                                       | Helgonen            | Lördag 31 oktober-6 november                                                    | Vit (violett efter kl 18) |
| Söndagen efter Alla helgons dag eller Alla själars dag | Vårt evighetshopp   | Söndag 1 –7 november                                                            | Blå/violett eller svart   |

### Andra svenska kyrkosamfund
Svenska kyrkans liturgiska kalender har även kommit att stå som modell för kristna samfund som officiellt inte har något eget kyrkoår. Under 1800-talet hade nämligen de frikyrkor som uppstod då övergivit liturgi och fastställd textläsning.